# Pommery und Leichenschmaus
Pommery und Leichenschmaus ist ein deutscher Fernsehfilm von Manfred Stelzer aus dem Jahr 2006. Es handelt sich um den letzten Filmbeitrag zur dreiteiligen Fernsehreihe Pommery. Die Erstausstrahlung erfolgte am 3. Januar 2006 zur Hauptsendezeit im ZDF.

## Handlung
Familie Fischbach findet einmal wieder zusammen, diesmal ist es nicht Weihnachten und auch keine Hochzeitsfeier. Es geht um die Urne von Vater Horst, die zu einem heftigen Familienstreit führt, bei dem die Urne herunterfällt und zerspringt. Von der darin befindlichen Asche fehlt jede Spur. Als sich alle gegenseitig beschuldigen, die Asche vorher entwendet zu haben, taucht kurze Zeit später Horst auf, jedoch lebendig. Horst amüsiert sich und hält der Familie den Spiegel vor.

## Produktionsnotizen
Die Dreharbeiten für Pommery und Leichenschmaus erstreckten sich vom 8. März 2004 bis zum 7. April 2004 und fanden an Schauplätzen in Berlin und im Oderbruch in Brandenburg statt. Für die Produktion zeichnete die Ziegler Film unter Federführung der Produzentinnen Regina Ziegler und Winka Wulff verantwortlich. Die Erstausstrahlung erfolgte am 12. September 2005 zur Hauptsendezeit im ZDF.